# Shinkansen sèrie 0
Els trens de la sèrie 0 (0系, Zero-kei) van ser els trens shinkansen de primera generació construïts per circular a la línia d'alta velocitat Tōkaidō Shinkansen del Japó que es va inaugurar el 1964. Els últims trens restants es van retirar el 2008.

## Història
La sèrie 0 (que originalment no estaven classificades, ja que no hi havia necessitat de distingir classes de tren fins més tard) va entrar en servei amb l'inici de les operacions de Tōkaidō Shinkansen l'octubre de 1964. Aquestes unitats eren blanques amb una franja blava al llarg de les finestres i un altre a la part inferior de la carrosseria, inclòs el pilot davanter.
A diferència dels trens japonesos anteriors (excepte per a alguns trens que circulen en trams d'ample estàndard a la línia principal Ou i a la línia principal de Tohoku), el Tōkaidō Shinkansen i totes les línies Shinkansen posteriors tenen un ample estàndard de 1.435 mm entre els rails. Els trens eren alimentats amb electricitat de 25 kV CA a 60 Hz amb tots els eixos de tots els vagons impulsats per motors de tracció de 185 kW, donant una velocitat màxima de funcionament de 220 km/h.
Els trens originals es van introduir com a conjunts de 12 vagons, amb alguns conjunts posteriorment allargats a 16 vagons. Més tard, es van muntar trens més curts de sis vagons i fins i tot quatre vagons per a tasques menors. La producció d'unitats de la sèrie 0 va continuar des de 1963 fins a 1986.
Els conjunts de shinkansen generalment es retiren després de quinze o vint anys. Els últims conjunts de la sèrie 0 restants eren conjunts de sis cotxes utilitzats als serveis JR-West Kodama al San'yō Shinkansen entre Shin-Ōsaka i Hakata, i a la línia Hakata-Minami fins a la seva retirada el 30 de novembre de 2008.
Després de retirar-se del servei regular, JR-West va realitzar una sèrie de curses commemoratives especials de Hikari el desembre de 2008. Hikari 347, propulsat pel conjunt R61, va arribar a l'estació de Hakata a les 18:01 del 14 de desembre de 2008, posant fi als 44 anys de servei dels trens de la sèrie 0.

## Galeria

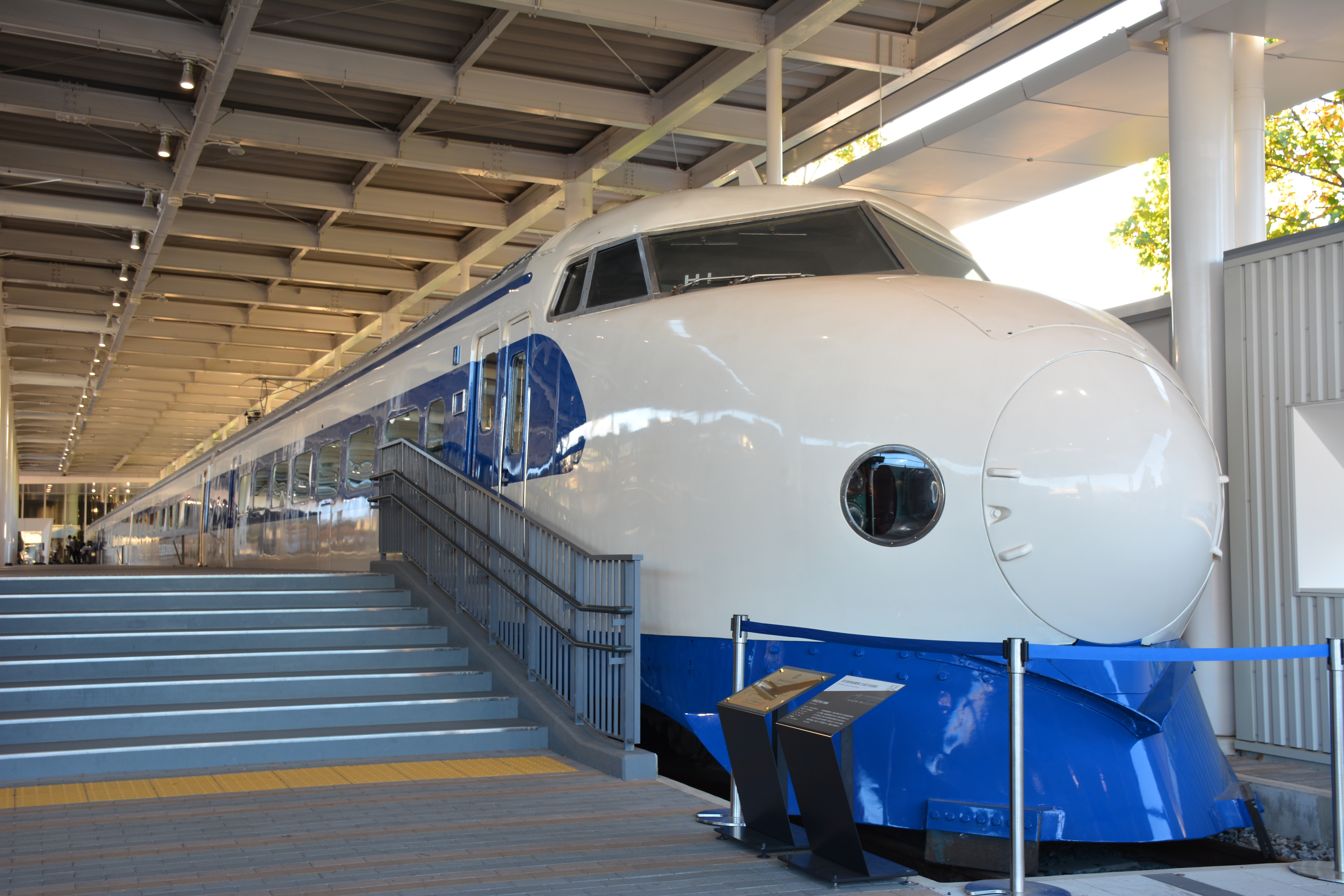
21-1 al Kyoto Railway Museum l'octubre de 2016
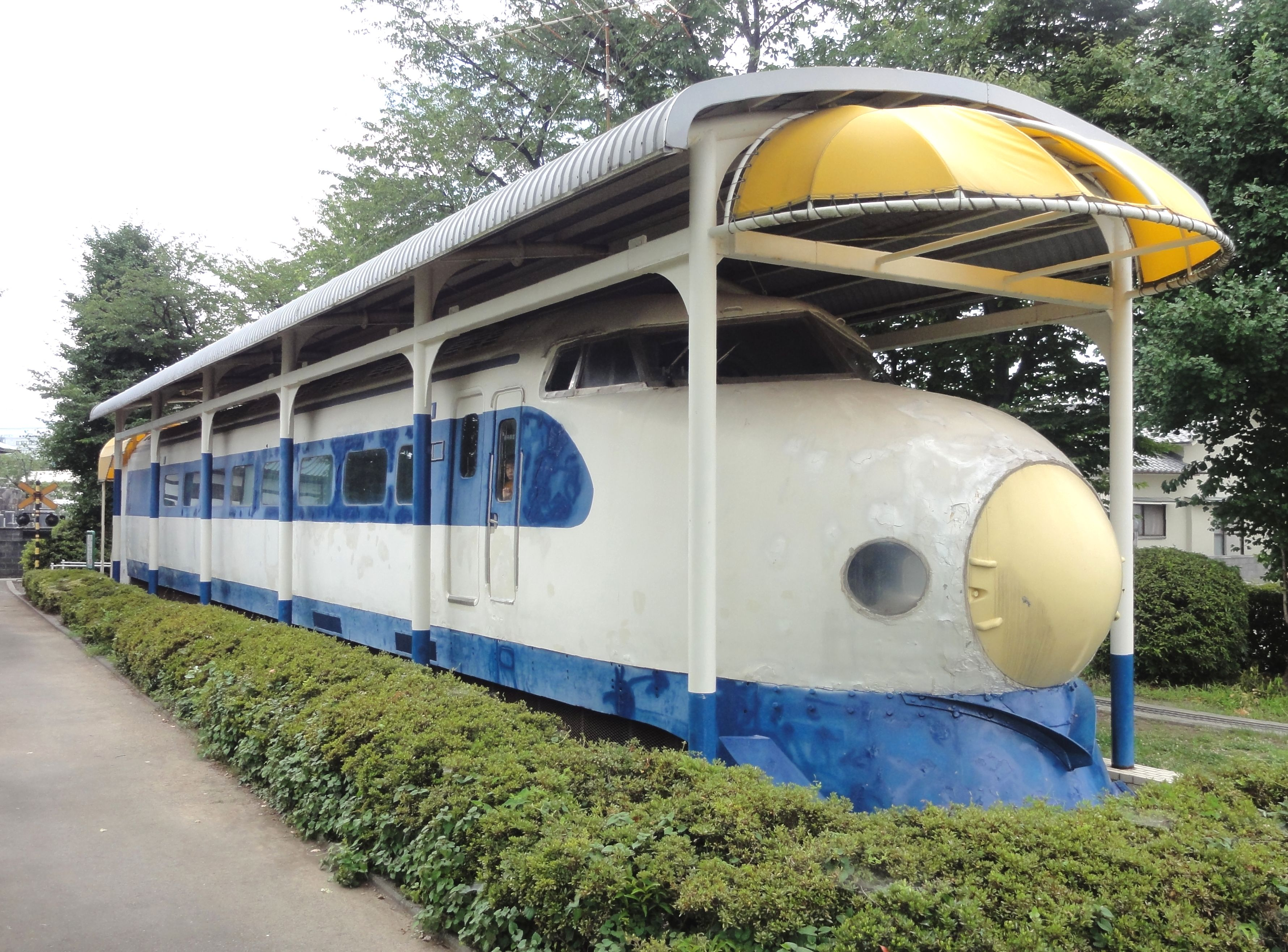
21-59 al parc Shintorimachi de Fuji, Shizuoka, el juliol de 2013
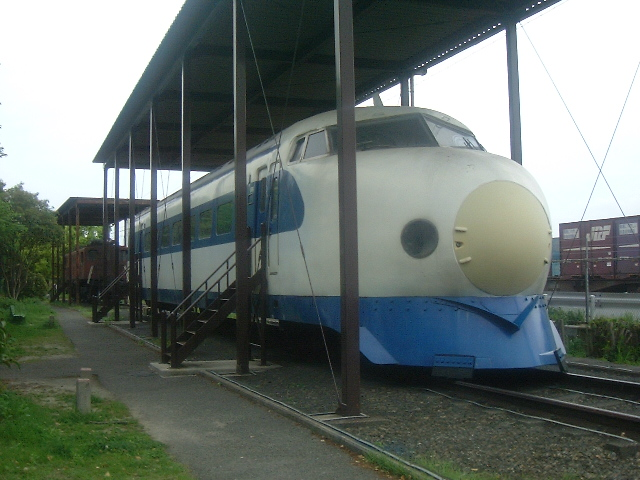
21-73 al parc Shinkansen de Settsu, Osaka, el maig de 2006
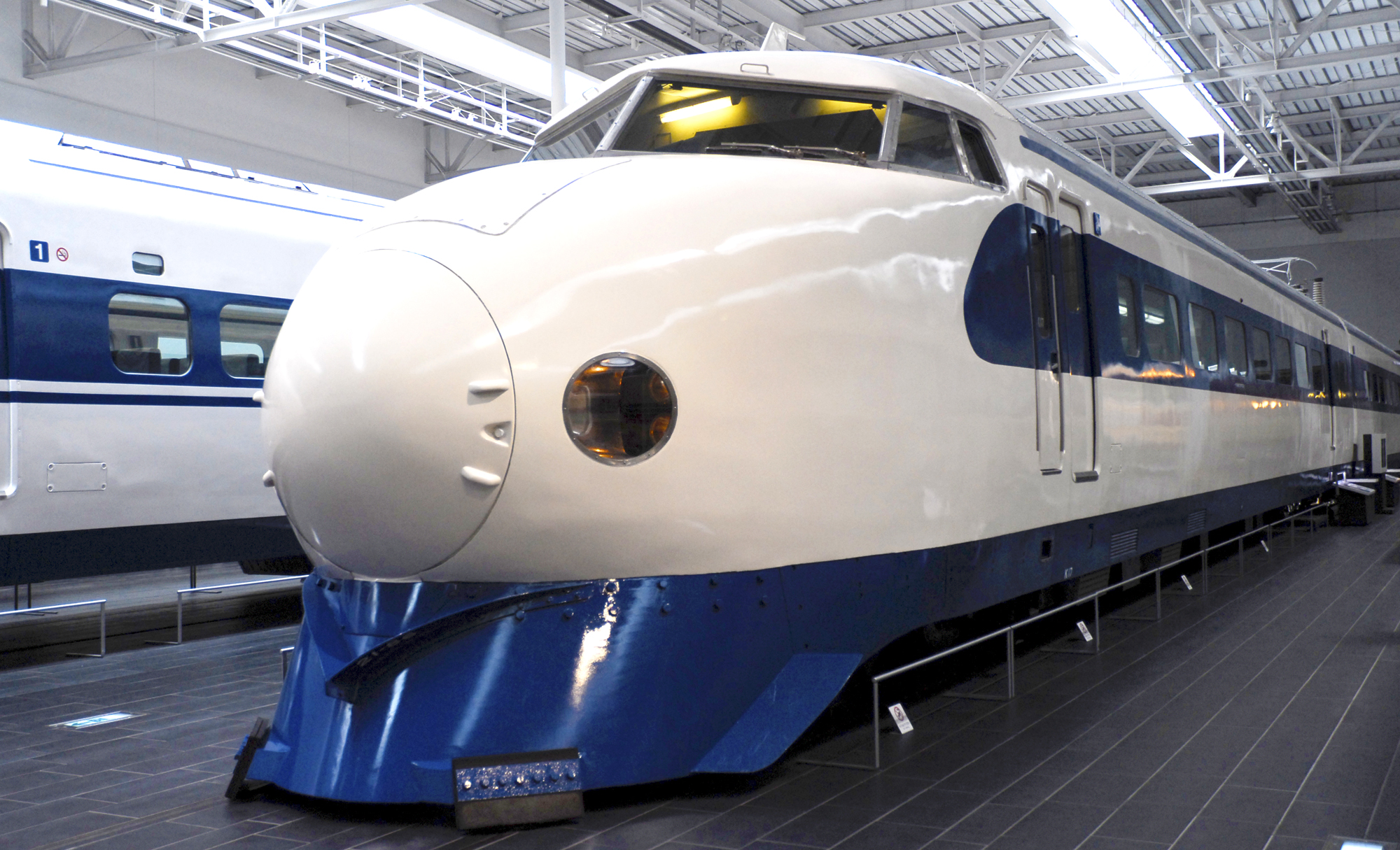
21-86 a Hamamatsu Works el juliol de 2006
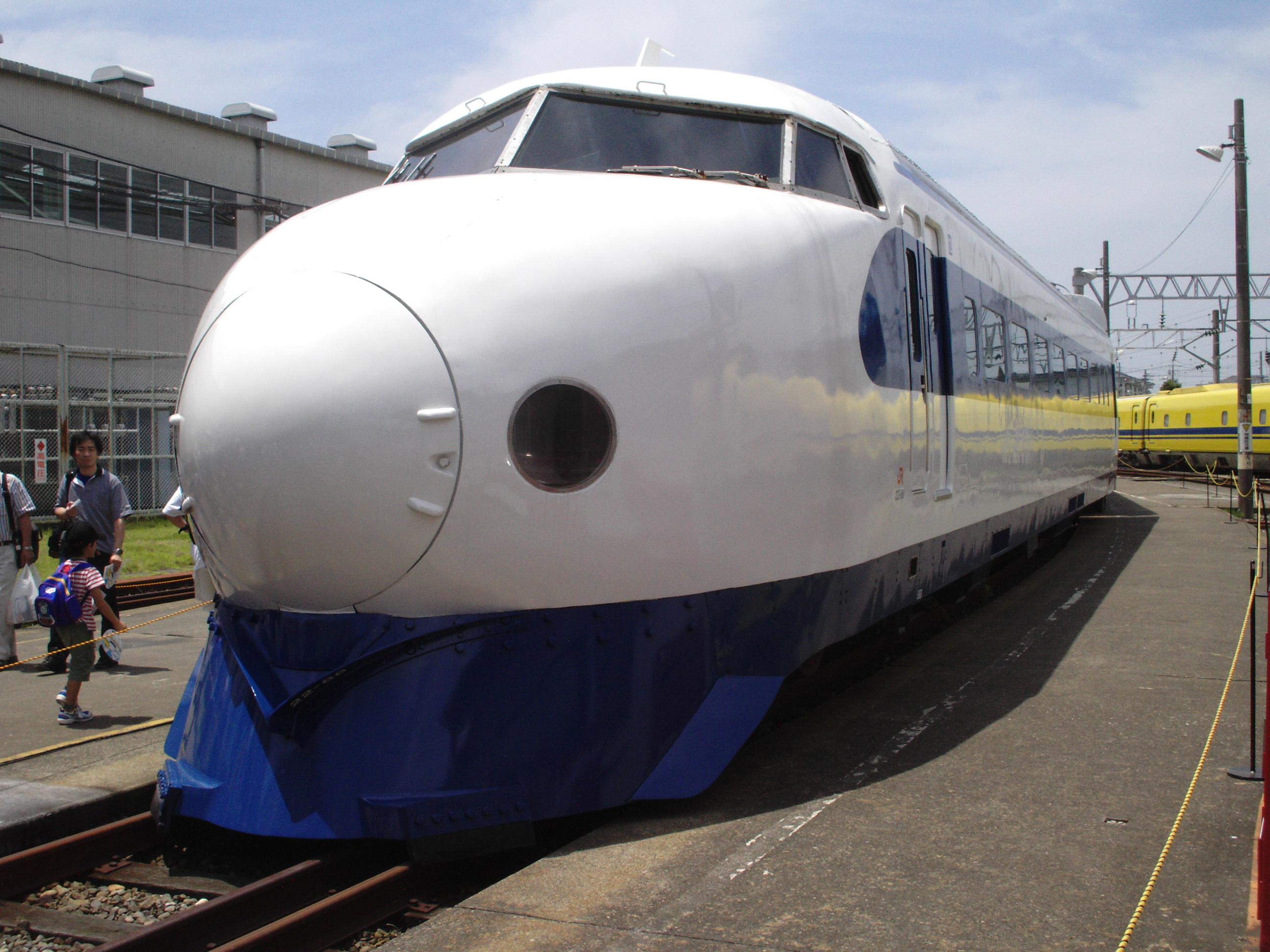
22–86 a Hamamatsu Works el juliol de 2006
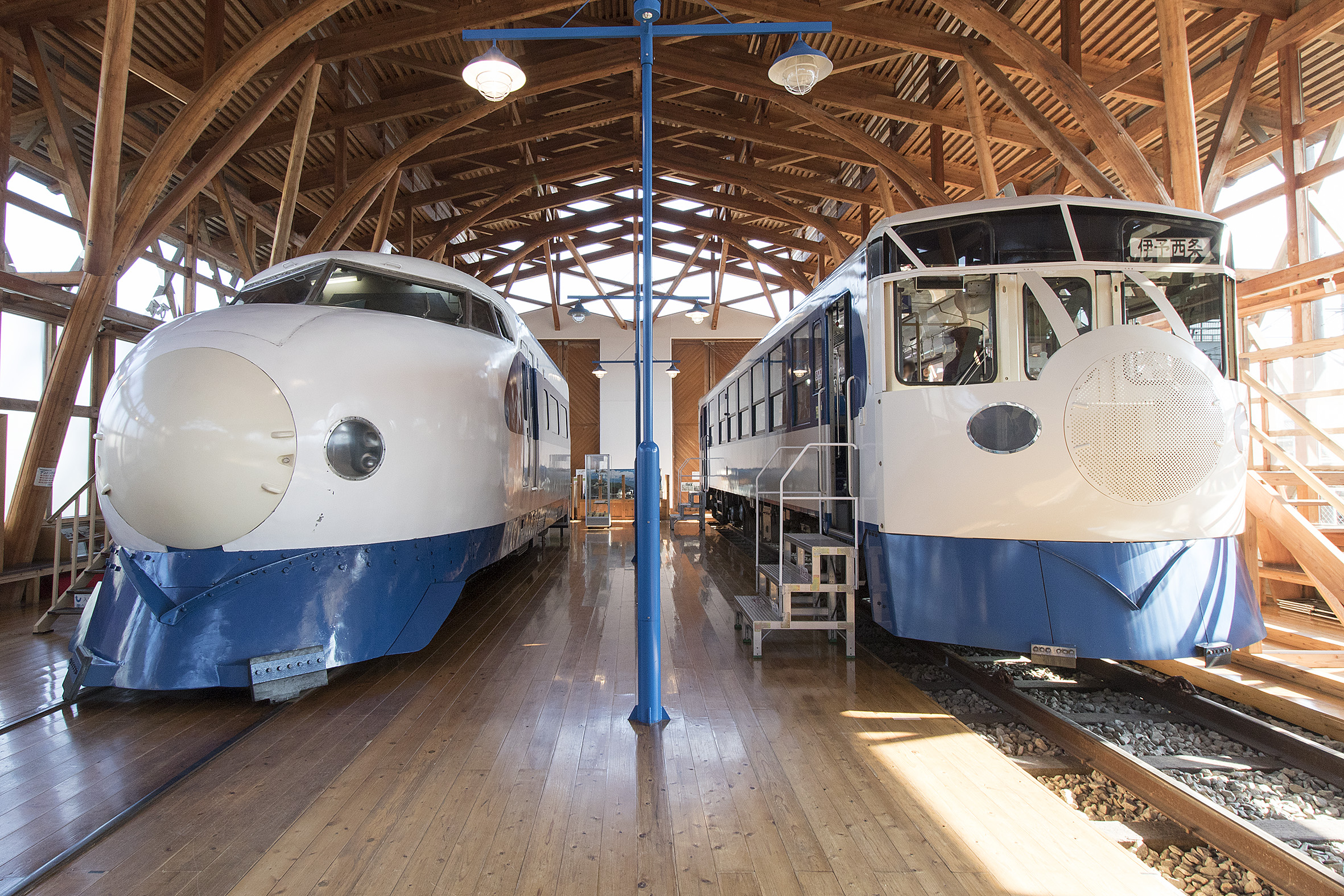
21-141 (esquerra) al Railway History Park de Saijo el desembre de 2014
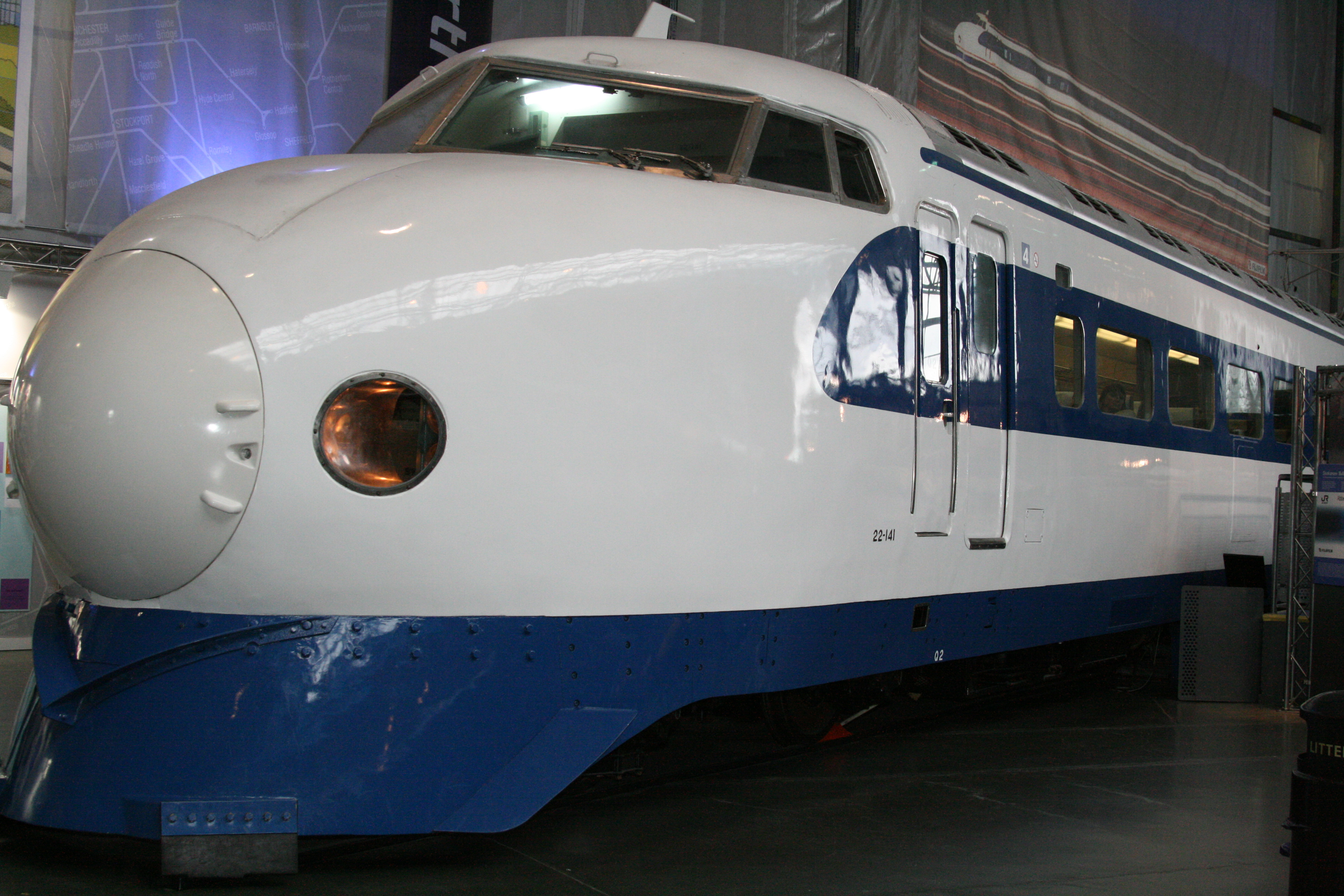
22–141 exposat al National Railway Museum a York, Regne Unit, l'agost de 2007
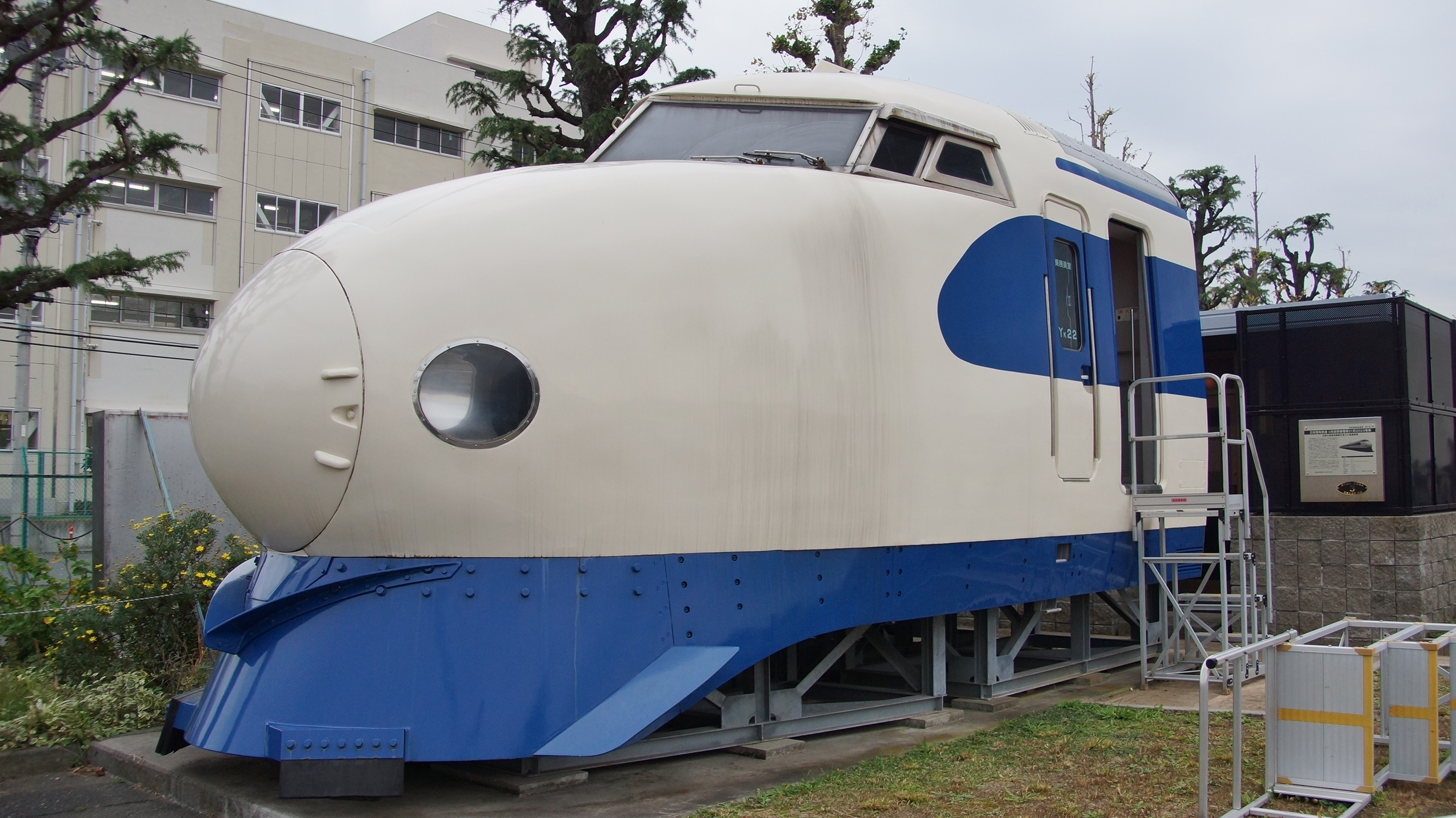
21-2023 conservat a la fàbrica J-TREC de Yokohama el novembre de 2013
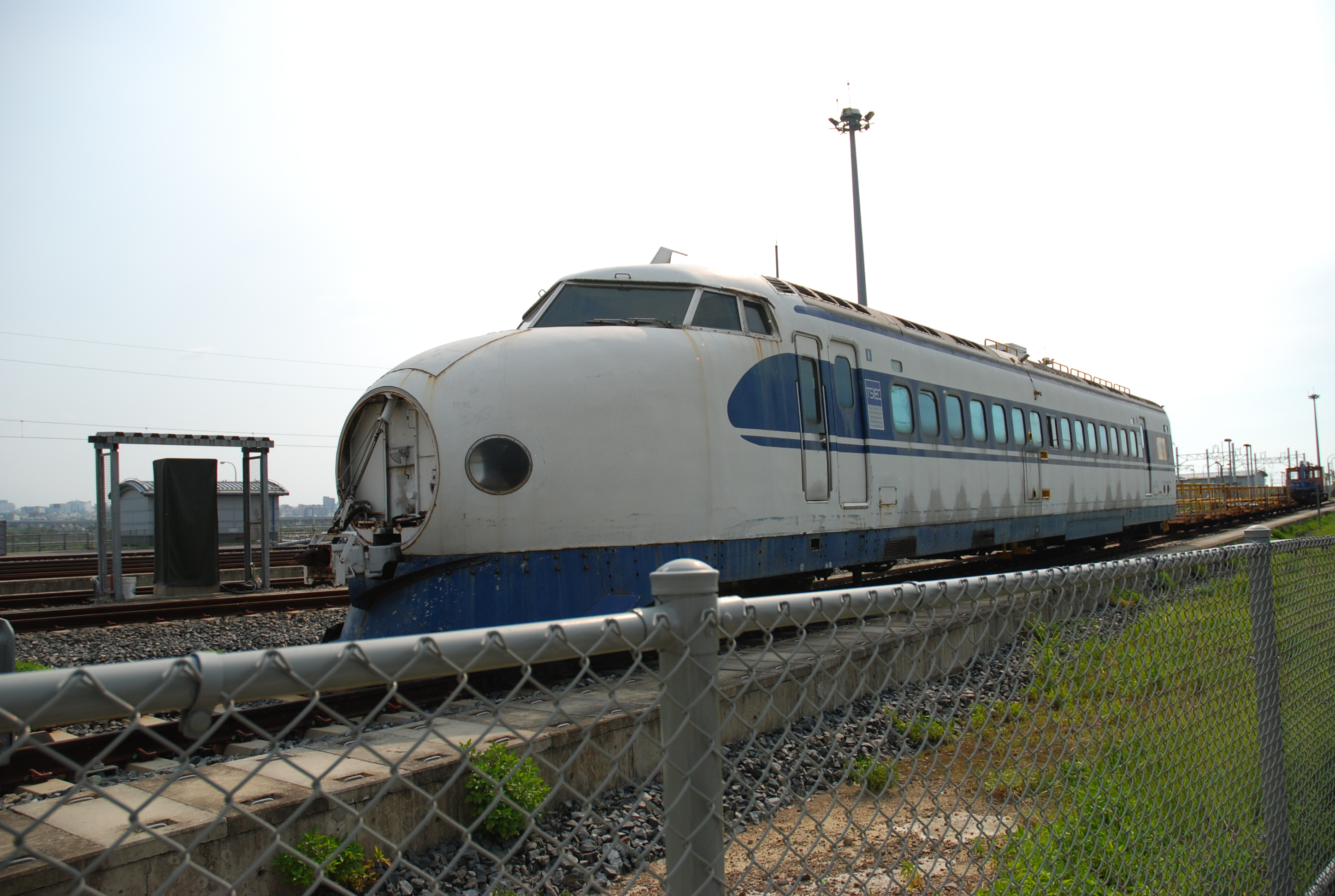
21-5035 utilitzat com a cotxe de mesura d'estructura a Taiwan l'agost de 2008
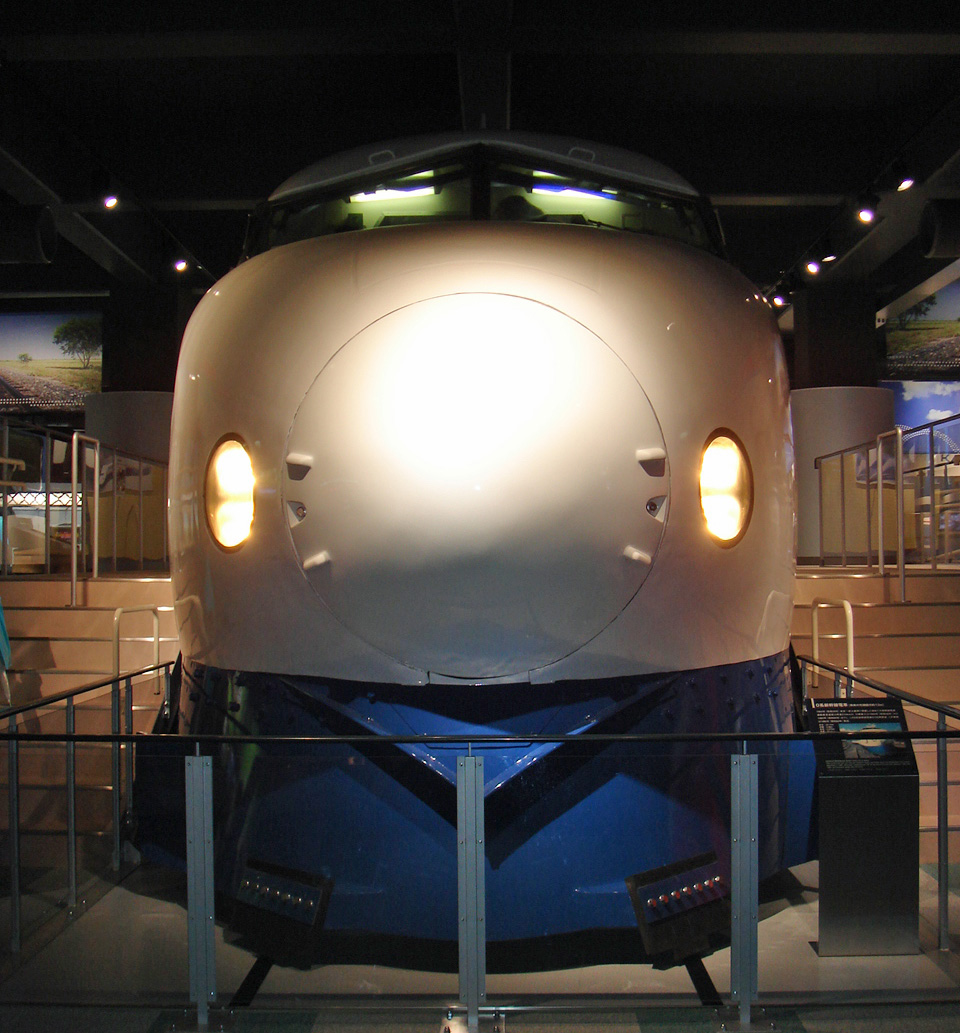
21-7038 al Kawasaki Good Times World de Kobe el juliol de 2006